# Matador salutând
Matador salutând este o pictură în ulei pe pânză din 1866 sau 1867 a pictorului francez Édouard Manet. Data exactă nu este clară - Charles S. Moffett datează prima referire certă a lucrării în 1867, la o expoziție dedicată lucrărilor lui Manet la Pavillon de l'Alma.
Étienne Moreau-Nélaton și Adolphe Tabarant sunt de acord că fratele lui Manet, Eugène, a fost modelul pentru acest tablou. A fost una dintre lucrările lui Manet, care au fost refuzate la Salonul de la Paris din 1866. Prefectul i-a permis artistului să-și expună aceste lucrări în atelierul său, atât timp cât nu deschidea ușile studioului prea larg. Pictura prezintă un matador sau un torero care primește aplauzele mulțimii după ce a ucis un taur, deși primul cumpărător al lucrării Théodore Duret a susținut în schimb că prezintă un matador care cere permisiunea mulțimii de a ucide taurul.
Spre deosebire de Domnișoara V îmbrăcată ca un toreador, Matador salutând a fost realizat după călătoria artistului din 1865 în Spania și își arată admirația pentru țară și arta ei. Charles S. Moffet susține că lucrarea arată inspirația pe care Manet a obținut-o din compozițiile și paleta lui Diego Velázquez și Francisco de Zurbarán. A fost prima lucrare în format mare a lui Manet. Louisine Havemeyer a ezitat înainte de a cumpăra pictura de la Duret, temându-se că dimensiunea tabloului nu va fi convingătoare pentru soțul ei, dar în cele din urmă a decis să o cumpere după ce Mary Cassatt a afirmat că „Era exact formatul dorit de Manet”. De fapt, Henry Osborne Havemeyer era obsedat de lucrările în format mare și a cumpărat, de asemenea, Tânăr îmbrăcat ca un majo, o altă lucrare din perioada spaniolă a artistului. Cele două lucrări au fost lăsate la Muzeul Metropolitan de Artă din New York în 1929.